# پارک هه-سو
پارک هه-سو (کره‌ای: 박해수؛ زادهٔ ۲۱ نوامبر ۱۹۸۱) بازیگر اهل کره جنوبی است. او به خاطر ایفای نقش در مجموعه‌های تلویزیونی دفترچه زندان (۲۰۱۸) و بازی مرکب (۲۰۲۱) شناخته می‌شود.

## حرفه
پارک هه-سو فعالیت تئاتر موزیکال خود را در سال ۲۰۰۷ با مستر لابی شروع کرد. او همچنین در صحنه‌های دیگر موزیکال مانند فرشته‌ای به نام هوس و آناپورنا حضور پیدا کرد.
در سال ۲۰۱۷، در مجموعه تلویزیونی دفترچه زندان نقش اصلی را ایفا کرد که به خاطر آن، جایزه بهترین بازیگر تازه‌کار مرد را در جوایز سئول به دست آورد.
در سال ۲۰۲۱، پارک پس از حضور در مجموعهٔ نتفلیکس محصول کره جنوبی، بازی مرکب، در سطح بین‌المللی شناخته شد و او توانست در یک روز بیش از ۸۰۰٬۰۰۰ فالوور در اینستاگرام به دست آورد.

## زندگی شخصی
در ۱۴ ژانویه ۲۰۱۹، پارک با دوست‌دختر خود در یک مراسم که در سئول برگزار شد، ازدواج کرد. در ۲۹ سپتامبر ۲۰۲۱، آژانس پارک گزارش کرد که همسرش یک پسر به دنیا آورده و مادر و کودک، هر دو در سلامت به سر می‌برند.

## فیلم‌شناسی

### فیلم
| سال  | عنوان                               | نقش            | توضیحات      | منابع  |
| ---- | ----------------------------------- | -------------- | ------------ | ------ |
| ۲۰۱۴ | دزدان دریایی                        | هوانگ جونگ-گون |              |        |
| ۲۰۱۵ | گزارش اقلیت                         |                |              |        |
| ۲۰۱۶ | استاد                               |                |              |        |
| ۲۰۱۹ | فیزیک کوانتومی: ریسک یک زندگی شبانه | لی چانگ-وو     |              | [ ۱۰ ] |
| ۲۰۲۰ | وقت شکار                            | هان            | فیلم نتفلیکس |        |
| ۲۰۲۲ | یاکشا                               | کانگ جی هون    | فیلم نتفلیکس | [ ۱۱ ] |
| ۲۰۲۳ | فانتوم                              | کایتو          |              | [ ۱۲ ] |

### مجموعه تلویزیونی
| سال       | عنوان                              | شبکه           | نقش           | توضیحات                           | منابع  |
| --------- | ---------------------------------- | -------------- | ------------- | --------------------------------- | ------ |
| ۲۰۱۲      | خدای جنگ                           | ام‌بی‌سی         | کیم یون-هو    |                                   |        |
| ۲۰۱۳      | من و مامان و بابا و مادربزرگ و آنا | ام‌بی‌سی         | پدر           | دراما فستیوال ۲۰۱۳                |        |
| ۲۰۱۵–۲۰۱۶ | شش اژدهای پرنده                    | اس‌بی‌اس         | یی جی-ران     |                                   |        |
| ۲۰۱۶      | افسانه دریای آبی                   | اس‌بی‌اس         | هونگ دونگ-پیو |                                   |        |
| ۲۰۱۷      | دروغگو و معشوقه‌اش                  | تی‌وی‌ان         | بیس پلیر      | حضور افتخاری (قسمت ۱)             |        |
| ۲۰۱۷–۲۰۱۸ | دفترچه زندان                       | تی‌وی‌ان         | کیم جه-هیوک   |                                   | [ ۱۳ ] |
| ۲۰۱۸      | خاطرات الحمرا                      | تی‌وی‌ان         | مامور A       | حضور افتخاری (قسمت‌های ۱، ۲، ۴، ۸) | [ ۱۴ ] |
| ۲۰۲۱      | پسران راکتی                        | اس‌بی‌اس         | لی جه-جون     | حضور افتخاری (قسمت ۶)             | [ ۱۵ ] |
| ۲۰۲۱      | کیمرا                              | تی‌وی‌ان، اوسی‌ان | چا جه-هوان    |                                   | [ ۱۶ ] |

### مجموعه اینترنتی
| سال  | عنوام                                 | پلتفرم  | نقش         | توضیحات         | منابع         |
| ---- | ------------------------------------- | ------- | ----------- | --------------- | ------------- |
| ۲۰۱۹ | پرسونا                                | نتفلیکس | بک جونگ-او  | قسمت «کلکسیونر» | [ ۱۷ ]        |
| ۲۰۲۱ | بازی مرکب                             | نتفلیکس | چو سانگ-وو  |                 | [ ۱۸ ]        |
| ۲۰۲۲ | خانه کاغذی: کره – منطقه اقتصادی مشترک | نتفلیکس | برلین       |                 | [ ۱۹ ] [ ۲۰ ] |
| ۲۰۲۲ | نارکو تصادفی                          | نتفلیکس | چوی کانگ-هو |                 | [ ۲۱ ]        |

## جوایز و نامزدی‌ها
| مراسم جوایز            | سال  | دسته                                  | نامزد / اثر                         | نتیجه    | منابع  |
| ---------------------- | ---- | ------------------------------------- | ----------------------------------- | -------- | ------ |
| جوایز ستارگان ای‌پی‌ای‌ان | ۲۰۱۸ | جایزه بازیگر برتر مرد در یک مینی‌سریال | دفترچه زندان                        | نامزدشده | [ ۲۲ ] |
| جوایز هنری بکسانگ      | ۲۰۱۸ | بهترین بازیگر تازه‌کار مرد             | دفترچه زندان                        | نامزدشده |        |
| جوایز هنری بکسانگ      | ۲۰۲۰ | بهترین بازیگر تازه‌کار مرد – فیلم      | وقت شکار                            | نامزدشده | [ ۲۳ ] |
| جوایز فیلم اژدهای آبی  | ۲۰۱۹ | بهترین بازیگر تازه‌کار مرد             | فیزیک کوانتومی: ریسک یک زندگی شبانه | برنده    | [ ۲۴ ] |
| جوایز فیلم بوایل       | ۲۰۲۰ | بهترین بازیگر تازه‌کار مرد             | فیزیک کوانتومی: ریسک یک زندگی شبانه | نامزدشده |        |
| جوایز هنری فیلم چونسا  | ۲۰۲۰ | بهترین بازیگر تازه‌کار مرد             | فیزیک کوانتومی: ریسک یک زندگی شبانه | برنده    | [ ۲۵ ] |
| جوایز کات کارگردان     | ۲۰۱۹ | بهترین بازیگر تازه‌کار مرد             | فیزیک کوانتومی: ریسک یک زندگی شبانه | نامزدشده | [ ۲۶ ] |
| جوایز ناقوس بزرگ       | ۲۰۲۰ | بهترین بازیگر تازه‌کار مرد             | فیزیک کوانتومی: ریسک یک زندگی شبانه | نامزدشده | [ ۲۷ ] |
| جوایز سئول             | ۲۰۱۸ | بهترین بازیگر تازه‌کار مرد (دراما)     | دفترچه زندان                        | برنده    | [ ۲۸ ] |